# 1995-ös Formula–1 olasz nagydíj
Az olasz nagydíj volt az 1995-ös Formula–1 világbajnokság tizenkettedik futama.

## Futam
Monzában Coulthard szerezte meg a pole-t Schumacher előtt. Bár Coulthard megcsúszott a felvezető körén, végül Hill tartalékautójával elindulhatott az újraindított versenyen. A skót a 13. körig vezette a futamot, amikor kicsúszás miatt kiesett, ezután Berger vette át a vezetést. Schumacher és Hill eközben a második helyért küzdött, amikor a 24. körben Inoue Takit készültek lekörözni. Schumacher elment a japán mellett, de Hill későn fékezett és hátulról belement a Benettonba, emiatt mindketten kiestek. Ezt követően a két Ferrari vezette a versenyt, de végül mindketten kiestek, így Herbert nyerte a futamot. Mika Häkkinen a második helyen ért célba, míg Frentzen harmadik lett, ami pályafutása addigi legjobb eredményét jelentette.
| Helyezés | #  | Versenyző                | Csapat/Motor       | Futott körök | Idő/Kiesés oka | Rajthely | Pontszám |
| -------- | -- | ------------------------ | ------------------ | ------------ | -------------- | -------- | -------- |
| 1        | 2  | Johnny Herbert           | Benetton-Renault   | 53           | 1:18:27,916    | 8        | 10       |
| 2        | 8  | Mika Häkkinen            | McLaren-Mercedes   | 53           | +17,779        | 7        | 6        |
| 3        | 30 | Heinz-Harald Frentzen    | Sauber-Ford        | 53           | +24,321        | 10       | 4        |
| 4        | 7  | Mark Blundell            | McLaren-Mercedes   | 53           | +28,223        | 9        | 3        |
| 5        | 4  | Mika Salo                | Tyrrell-Yamaha     | 52           | +1 kör         | 16       | 2        |
| 6        | 29 | Jean-Christophe Boullion | Sauber-Ford        | 52           | +1 kör         | 14       | 1        |
| 7        | 9  | Massimiliano Papis       | Footwork-Hart      | 52           | +1 kör         | 15       |          |
| 8        | 10 | Inoue Taki               | Footwork-Hart      | 52           | +1 kör         | 20       |          |
| 9        | 21 | Pedro Diniz              | Forti-Ford         | 50           | +3 kör         | 23       |          |
| 10       | 3  | Katajama Ukjó            | Tyrrell-Yamaha     | 47           | +6 kör         | 17       |          |
| Kiesett  | 27 | Jean Alesi               | Ferrari            | 45           | Kerékcsapágy   | 5        |          |
| Kiesett  | 14 | Rubens Barrichello       | Jordan-Peugeot     | 43           | Kuplung        | 6        |          |
| Kiesett  | 15 | Eddie Irvine             | Jordan-Peugeot     | 40           | Motorhiba      | 12       |          |
| Kiesett  | 28 | Gerhard Berger           | Ferrari            | 32           | Felfüggesztés  | 3        |          |
| Kiesett  | 24 | Luca Badoer              | Minardi-Ford       | 26           | Kicsúszás      | 18       |          |
| Kiesett  | 1  | Michael Schumacher       | Benetton-Renault   | 23           | Ütközés        | 2        |          |
| Kiesett  | 5  | Damon Hill               | Williams-Renault   | 23           | Ütközés        | 4        |          |
| Kiesett  | 26 | Olivier Panis            | Ligier-Mugen-Honda | 20           | Kicsúszás      | 13       |          |
| Kiesett  | 6  | David Coulthard          | Williams-Renault   | 13           | Kicsúszás      | 1        |          |
| Kiesett  | 25 | Martin Brundle           | Ligier-Mugen-Honda | 10           | Defekt         | 11       |          |
| Kiesett  | 16 | Giovanni Lavaggi         | Pacific-Ilmor      | 6            | Kicsúszás      | 24       |          |
| Kiesett  | 23 | Pedro Lamy               | Minardi-Ford       | 0            | Erőátvitel     | 19       |          |
| Kiesett  | 17 | Andrea Montermini        | Pacific-Ilmor      | 0            | Baleset        | 21       |          |
| Kiesett  | 22 | Roberto Moreno           | Forti-Ford         | 0            | Baleset        | 22       |          |

## A világbajnokság élmezőnyének állása a verseny után
| H  | Versenyzők         | Pont | H  | Konstruktőrök    | Pont |
| -- | ------------------ | ---- | -- | ---------------- | ---- |
| 1. | Michael Schumacher | 66   | 1. | Benetton-Renault | 94   |
| 2. | Damon Hill         | 51   | 2. | Williams-Renault | 74   |
| 3. | Johnny Herbert     | 38   | 3. | Ferrari          | 57   |
| 4. | Jean Alesi         | 32   | 4. | McLaren-Mercedes | 21   |
| 5. | David Coulthard    | 29   | 5. | Sauber-Ford      | 17   |

- A Benetton-Renault  és a Williams-Renault csapatok szabálytalan üzemanyag használata miatt nem kapták meg az brazil nagydíjon a nekik járó pontokat.

## Statisztikák
Vezető helyen:
- David Coulthard: 13 (1-13)
- Gerhard Berger: 11 (14-24)
- Jean Alesi: 17 (25 / 30-45)
- Rubens Barrichello: 1 (26)
- Mika Häkkinen: 1 (27)
- Johnny Herbert: 10 (28-29 / 46-53)

Johnny Herbert 2. győzelme, David Coulthard 2. pole-pozíciója, Gerhard Berger 18. leggyorsabb köre.
- Benetton 22. győzelme.